# カンポレアーレ
カンポレアーレ（イタリア語: Camporeale, シチリア語: Campuriali）は、イタリア共和国シチリア自治州パレルモ県にある、人口約3,200人の基礎自治体（コムーネ）。

## 地理

### 位置・広がり
パレルモ県西部のコムーネ。アルカモから南東へ14km、コルレオーネから西北西へ20km、州都・県都パレルモから南西へ34kmの距離にある。

#### 隣接コムーネ
隣接するコムーネは以下の通り。括弧内のTPはトラーパニ県所属を示す。
- アルカモ (TP)
- モンレアーレ